# Henrik Werner Hansen
Henrik Werner Hansen (født i 1944), er en politiembedsmand, som blev cand. jur. i 1971.
Hansen har virket som politifuldmægtig i årene 1971 – 1980, vicepolitimester i Kolding i årene 1980 – 2005 samt fungeret som konstitueret politimester i Kolding i årene 2005 – 2007.
Hansen har i 2010 udgivet en samfundskritisk kriminalroman En moderat tilstand på forlaget EC.Edition.
I 2012 udgav han "Justitsmord- sagen om hypnosemordene", hvor han godtgjorde, at der i den gamle straffesag fra 1953 var begået et justitsmord.
I 2016 udgav han "Kamæleonen Jenny Holm - Gestqpoagent.Nazijæger. Mirakkelkvinde. Om storstikkersken Jenny Holm.
Siden 2009 har han arbejdet som frivillig ved Kolding Politimuseum, har holdt en lang række foredrag og skrevet en del artikler.